# مدالیا
مدالیا (انگلیسی: Medallia) شرکت فناوری اطلاعات آمریکایی است، که در سال ۲۰۰۱ تأسیس شد.